# Canarias Airlines
Canarias Airlines (nombre comercial de Canarias Airlines Compañía de Aviación, S.L.) es una aerolínea española regional con base de operaciones en el Aeropuerto Tenerife Norte y el  aeropuerto de Gran Canaria, España. Opera en régimen de franquicia (operando bajo la marca de otra compañía, pero con tripulación, aeronave, mantenimiento, seguros y código de vuelo propio) vuelos interinsulares en las Islas Canarias con la marca de Binter Canarias. La sede social se encuentra en San Cristóbal de La Laguna, en las cercanías del aeropuerto de Tenerife Norte.

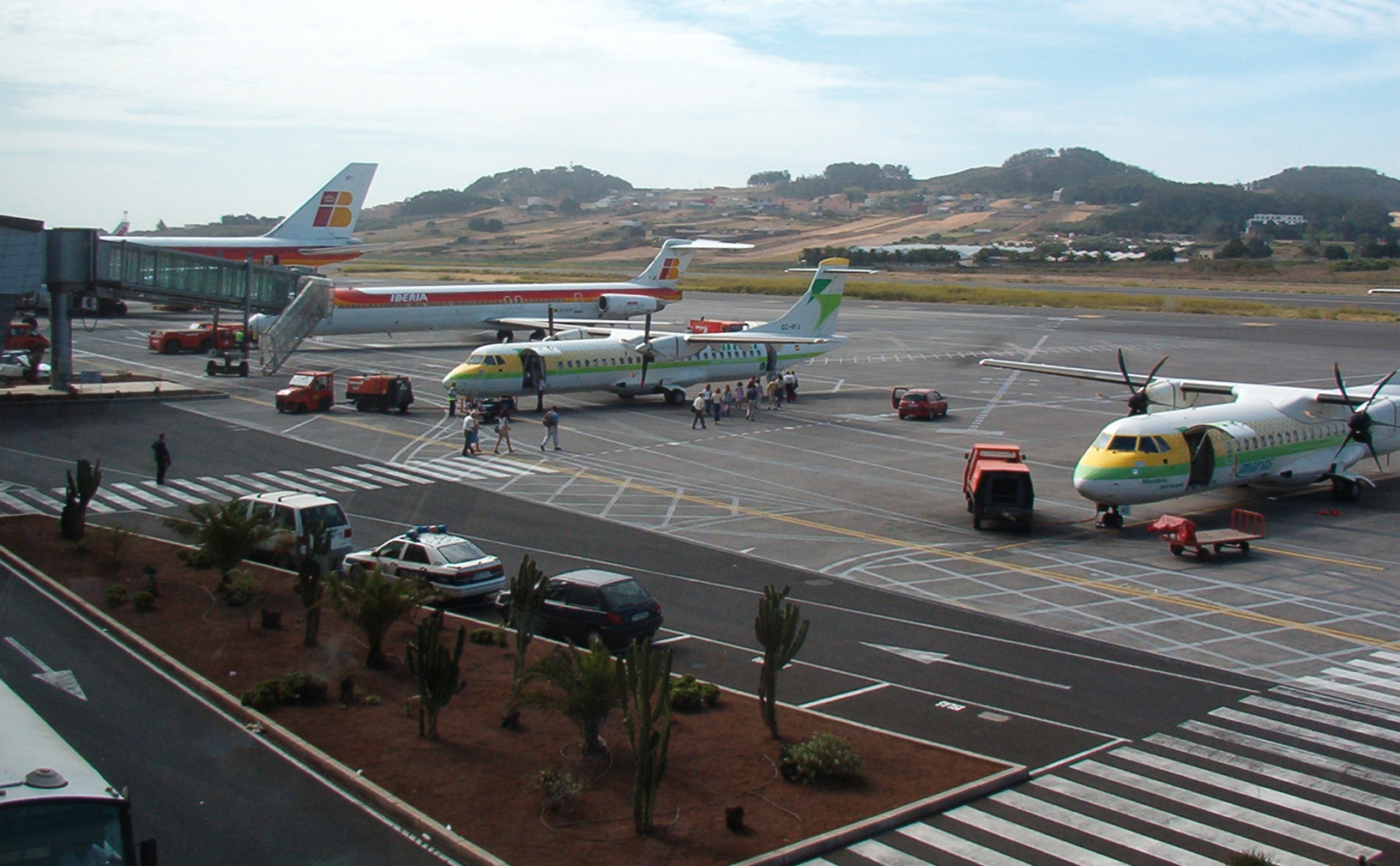
Aeropuerto de Tenerife Norte.

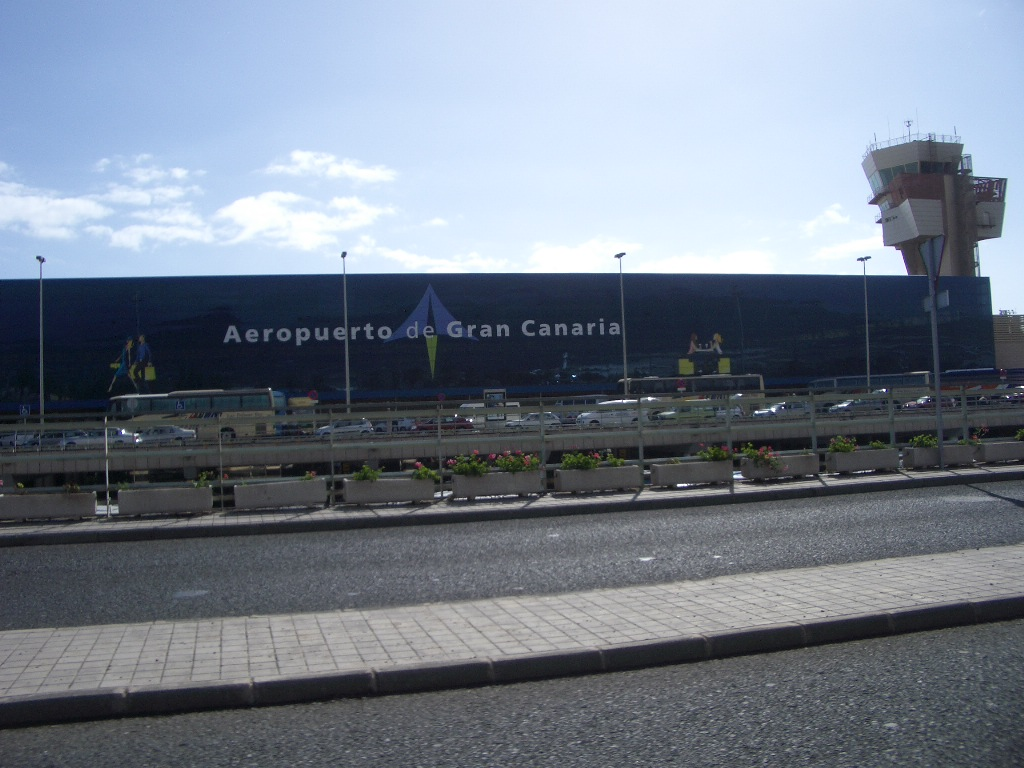
Fachada del aeropuerto de Gran Canaria.

## Modelo de negocio
El modelo de negocio de la aerolínea es similar al de Naysa, teniendo un acuerdo comercial con Binter Canarias por el cual esta comercializa los vuelos de Canarias Airlines a cambio de una remuneración económica. 
La existencia de esta aerolínea tiene como objetivo reducir los costes estructurales frente a Binter Canarias. Binter Canarias lo justifica como un medio de ser un operador eficiente y flexible con alta productividad y costes ajustados, de manera que pueda ofrecer precios competitivos en los vuelos interinsulares.

## Flota
La flota de la aerolínea está compuesta por 14 ATR 72-600:
| Aeronaves  | En servicio | Pedidos | Pasajeros                                        | Pasajeros                                        | Pasajeros                                        | Matrículas                                       | Antigüedad                                       |
| Aeronaves  | En servicio | Pedidos | C                                                | Y                                                | Total                                            | Matrículas                                       | Antigüedad                                       |
| ---------- | ----------- | ------- | ------------------------------------------------ | ------------------------------------------------ | ------------------------------------------------ | ------------------------------------------------ | ------------------------------------------------ |
| ATR 72-600 | 14          | —       | 0                                                | 70                                               | 70                                               | EC-MIF «Timple»                                  | 7,5 años                                         |
| ATR 72-600 | 14          | —       | 0                                                | 70                                               | 70                                               | EC-MJG «Los Gofiones»                            | 7,2 años                                         |
| ATR 72-600 | 14          | —       | 0                                                | 70                                               | 70                                               | EC-MMM «Gofio»                                   | 6,6 años                                         |
| ATR 72-600 | 14          | —       | 0                                                | 70                                               | 70                                               | EC-MNN «Maspalomas - Costa Canaria»              | 6,5 años                                         |
| ATR 72-600 | 14          | —       | 0                                                | 70                                               | 70                                               | EC-MOL «Los Sabandeños»                          | 6,4 años                                         |
| ATR 72-600 | 14          | —       | 0                                                | 70                                               | 70                                               | EC-MPI «Virgen de Los Reyes»                     | 6,1 años                                         |
| ATR 72-600 | 14          | —       | 0                                                | 70                                               | 70                                               | EC-MSJ «Virgen del Pino»                         | 5,5 años                                         |
| ATR 72-600 | 14          | —       | 0                                                | 70                                               | 70                                               | EC-MSK «La Graciosa»                             | 5,4 años                                         |
| ATR 72-600 | 14          | —       | 0                                                | 70                                               | 70                                               | EC-MTQ «Virgen de La Candelaria»                 | 5,3 años                                         |
| ATR 72-600 | 14          | —       | 0                                                | 70                                               | 70                                               | EC-MXQ «Bentayga»                                | 5 años                                           |
| ATR 72-600 | 14          | —       | 0                                                | 70                                               | 70                                               | EC-MYT «Cabildos Insulares»                      | 5 años                                           |
| ATR 72-600 | 14          | —       | 0                                                | 70                                               | 70                                               | EC-NDD «Perenquén»                               | 3,8 años                                         |
| ATR 72-600 | 14          | —       | 0                                                | 70                                               | 70                                               | EC-NGF «Isla del Meridiano»                      | 3,5 años                                         |
| ATR 72-600 | 14          | —       | 0                                                | 70                                               | 70                                               | EC-NJK                                           | 2,9 años                                         |
| TOTAL      | 12          | —       | Edad media de la flota (marzo de 2023): 5,6 años | Edad media de la flota (marzo de 2023): 5,6 años | Edad media de la flota (marzo de 2023): 5,6 años | Edad media de la flota (marzo de 2023): 5,6 años | Edad media de la flota (marzo de 2023): 5,6 años |

## Destinos
| Destinos      | Aeropuertos                                      |
| Canarias      | Canarias                                         |
| ------------- | ------------------------------------------------ |
| El Hierro     | Aeropuerto de El Hierro                          |
| Fuerteventura | Aeropuerto de Fuerteventura                      |
| Gran Canaria  | Aeropuerto de Gran Canaria                       |
| La Gomera     | Aeropuerto de La Gomera                          |
| Lanzarote     | Aeropuerto César Manrique-Lanzarote              |
| La Palma      | Aeropuerto de La Palma                           |
| Tenerife      | Aeropuerto de Tenerife Norte-Ciudad de La Laguna |
| Tenerife      | Aeropuerto de Tenerife Sur                       |
| Madeira       | Aeropuerto Internacional de Cristiano Ronaldo    |
| Marrakech     | Aeropuerto de Marrakech-Menara                   |